# Moenkopi, Arizona
Moenkopi je naseljeno područje za statističke svrhe u američkoj saveznoj državi Arizona. Prema popisu stanovništva iz 2010. u njemu je živjelo 964 stanovnika.